# Distretto di Djaâfra
Il distretto di Djaâfra è un distretto della provincia di Bordj Bou Arreridj, in Algeria, con capoluogo Djaâfra.

## Comuni
Il distretto di Djaâfra comprende 4 comuni:
- Djaâfra
- Colla
- El Main
- Tafreg